# ドラエもん
もしかして
- ドラえもん

ではありませんか？